# Turba (bourg)
Pour les articles homonymes, voir Turba.

Turba est un petit bourg estonien appartenant à la commune de Nissi, dans la région d'Harju au nord-ouest du pays. Sa population était de 1 094 habitants en l'an 2000. Il se trouve sur la route Tallinn-Haapsalu.
Au 31 décembre 2011, il compte 927 habitants.